# Loch Arkaig
Loch Arkaig (schottisch-gälisch Loch Airceig) ist ein in den schottischen Highlands gelegener Süßwassersee. Er liegt bei Spean Bridge, etwa 15 Kilometer nördlich von Fort William und etwa fünf Kilometer westlich des Great Glen. Loch Arkaig ist schmal und etwa 19 Kilometer lang und liegt rund 50 m ASL hoch. Die maximale Gewässertiefe beträgt 109 Meter.
Die Hauptzuflüsse sind der Dessarry und der Pean, die durch die Glens verlaufen, die den Namen der Flüsse tragen. Sie münden im Westen, unweit der Ortschaft Strathan, in Loch Arkaig. Die Lochaber-Berge liegen nördlich und der Wald von Locheil grenzt im Süden an. Ausgehend vom Osten des Loch Arkaig fließt der Fluss Arkaig in Richtung Loch Lochy. Der Fluss passiert in seinem Verlauf Achnacarry.

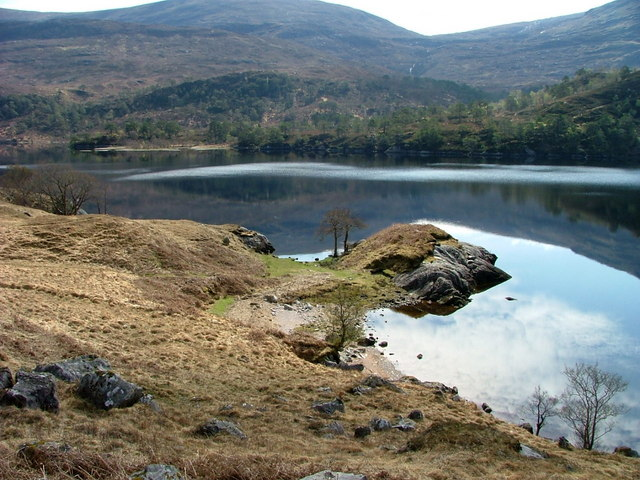
Kleines Promontory Fort am Loch Arkaig

In Loch Arkaig befinden sich zwei Inseln, die größere von ihnen ist Eilean Loch Arceig. Auf dieser befindet sich eine Kapellenruine. Vom schottischen Clan Cameron wurde die Insel als Beerdigungsplatz genutzt. 1908 brüteten dort noch Fischadler. Es handelte sich dabei um das letzte schottische Brutpaar, bis diese Greifvogelart ab den 1950er Jahren Schottland aus eigener Kraft wiederbesiedelte. Am Westende des Sees endet bei Strathan die schmale am Nordufer entlang führende Single track road. Das Straßenende ist Ausgangspunkt einer Wander- und Bergsteigroute, die zur entlegenen Halbinsel Knoydart und zu den Bergen der Umgebung, etwa dem Sgùrr na Cìche, führt.